# Коста деле Розе (Авелино)
Коста деле Розе је насеље у Италији у округу Авелино, региону Кампанија.
Према процени из 2011. у насељу је живело 34 становника. Насеље се налази на надморској висини од 289 м.